# Wingertsplatz 1 (Mönchengladbach)

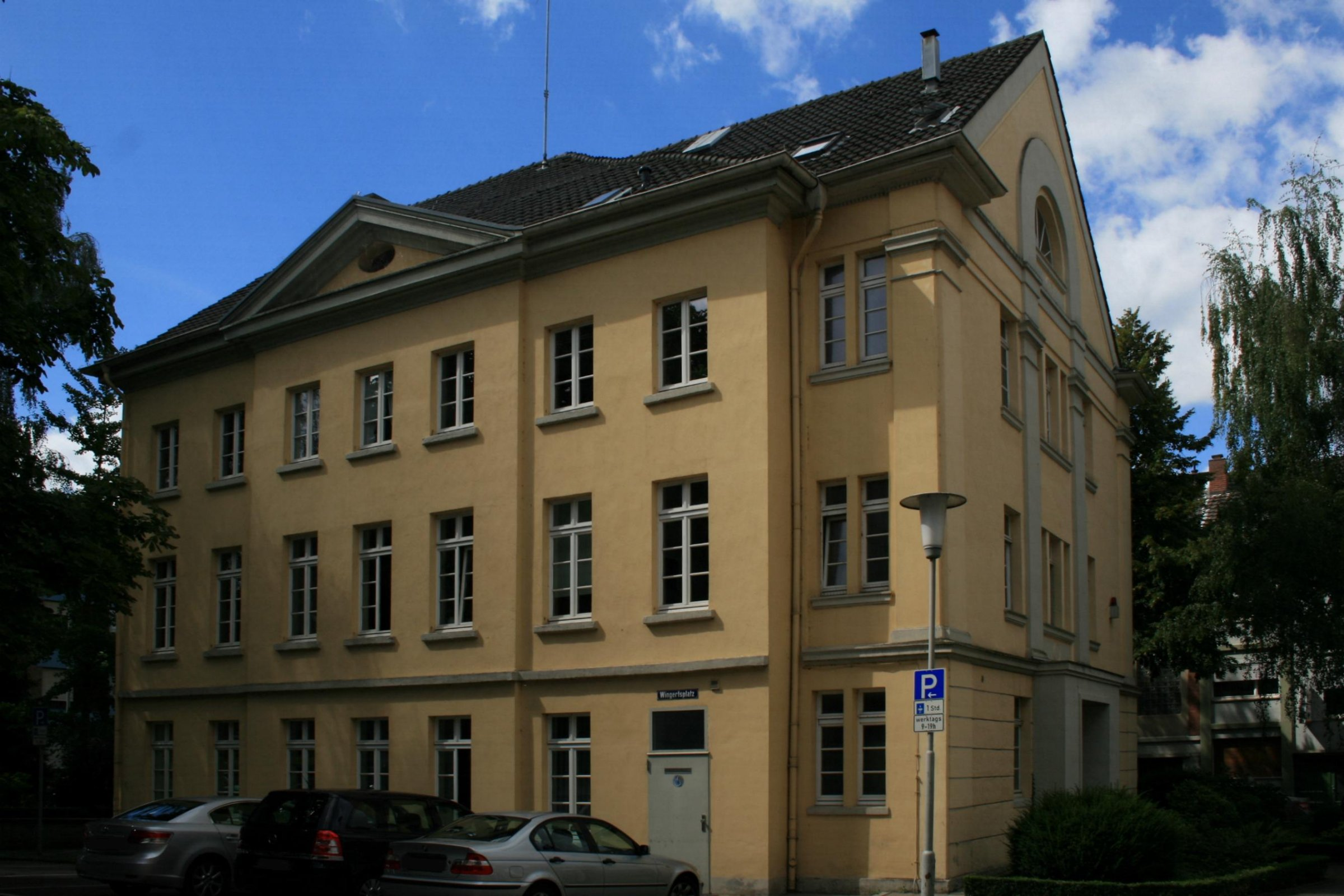
Verwaltungsgebäude (2010)

Das Verwaltungsgebäude Wingertsplatz 1 steht im Stadtteil Odenkirchen in Mönchengladbach (Nordrhein-Westfalen). 
Das Gebäude wurde 1910 erbaut und unter Nr. W 039 am 21. Juni 1996 in die Denkmalliste der Stadt Mönchengladbach eingetragen.

## Lage
Das Verwaltungsgebäude liegt an einer kleinen Platzausbildung im Ortszentrum von Odenkirchen westlich der Hauptstraße, der „Burgfreiheit“. 

## Architektur
Es handelt sich um einen freistehenden, breitgelagerten Putzbau von drei Geschossen und acht Fensterachsen. Als Schauseite ausgebildet ist die durch einen Mittelrisalit mit Dreiecksgiebel akzentuierte Ostseite. Die Symmetrie der Fassadengestaltung wird rechtsseitig beeinträchtigt durch einen zurückversetzten, einachsigen Gebäudeabschnitt. Horizontale Gliederung mittels Stockwerk- und weit vorkragendem, profiliertem Dachgesims. Die in gleichen Achsabständen aufgereihten Fenster sind als gleichförmige Hochrechtecke ausgebildet und nur im zweiten Obergeschoss niedriger proportioniert. Im Erdgeschoss wurde das zweitletzte Fenster der rechten Gebäudehälfte zu einem Nebeneingang umgeformt. Im Tympanon des Risalits ein liegendes Ochsenauge. Die gegenüberliegende Langseite zur van-Werth-Straße ist ähnlich, im Detail jedoch variierend ausgebildet. 
Ohne Bildung eines Mittelrisalits deutliche Betonung der Horizontalen durch Fugenschnitt im Erdgeschoss, profiliertes Stockwerkgesims, Sohlbankgesimse und weit vorkragendes Traufgesims über einem Klötzchenfries. Der linke, einachsige und leicht zurückversetzte Gebäudeabschnitt setzt sich durch ein geschossübergreifendes Rundbogenfenster von der gleichmäßigen Fensterreihung des siebenachsigen Fassadenteils ab. 
Die Fläche des Satteldaches durchbricht eine dreiteilige Dachgaube. Die Erschließung des Gebäudes erfolgt von den beiden Schmal- bzw. Giebelseiten. Beide Eingangsfronten sind in symmetrischer, aber differenzierender Fassadengestaltung ausgeführt. Die südliche Giebelseite zeigt eine schlichte horizontale Gliederung aus Fugenschnitt (Erdgeschoss), Stockwerkgesims und Putzband in Höhe der verkröpften Traufgesimse. Als Betonung der schwach vortretenden Mittelachse mit jeweils einem Fenster eine geschossübergreifende Putz-Rundbogenstellung, die sowohl den Hauseingang als auch die Fensterachse rahmt.
Die Gliederung der nördlichen Schmalseite erfolgt in den beiden Obergeschossen durch eine rhythmisierte Fensterstellung von jeweils zwei gleichförmigen Hochrechteckfenstern, die ein dreigeteiltes Mittelfenster einfassen. Das zweiflügelige Eingangsportal im Erdgeschoss flankieren zwei gleichfalls hochrechteckige Fenster, und das Giebelfeld öffnet ein Fenster mit rundbogigem Abschluss.
Die Unterschutzstellung erfolgt aus ortsgeschichtlichen, architekturhistorischen und städtebaulichen Gründen.